# 134109 Britneyburch
134109 Britneyburch este o planetă minoră (asteroid), cu un diametru de 6,543 km, din centura de asteroizi. A fost descoperită pe 14 decembrie 2004 la Catalina Station⁠(d) de Catalina Sky Survey. 
Obiectul prezintă o orbită caracterizată de o semiaxă mare de 3,1693208965324 UAi, o excentricitate de 0,11, o înclinație de 15,6 ° în raport cu ecliptica.